# Wygoda (powiat kaliski)
Wygoda – wieś w Polsce położona w województwie wielkopolskim, w powiecie kaliskim, w gminie Lisków.
| SIMC    | Nazwa    | Rodzaj    |
| ------- | -------- | --------- |
| 0202749 | Młyniska | część wsi |

W latach 1975–1998 miejscowość należała administracyjnie do województwa kaliskiego.